# Abû Tâlib
Abû Tâlib ibn Abd al-Muttalib (en arabe أَبُو طَالِب بِن عَبْدُ ٱلْمُطَّلِب / ʾAbū Ṭālib ibn ʿAbd al-Muṭṭalib) (v. 539 - 619) est un oncle paternel de Mahomet. Avec son grand-père Abd al-Muttalib, il élève celui-ci après la mort de sa mère Amina en 577, son père Abdallah étant mort deux mois avant sa naissance en 570.
Étant du nombre des puissants de La Mecque, il protégea son neveu contre ceux parmi les Quraychites qui voulurent cesser l’appel à l’islam.
Abû Tâlib eut quatre fils dont Ali, Ja'far et Aqeel. Il eut aussi une fille, Oum Hani. Oum Hani, cousine de Mahomet, fut la première femme à connaître l'histoire du Voyage nocturne, puisque Mahomet vécut cette expérience chez elle, vers 620. 
Selon les sunnites, lorsque Abû Tâlib se trouva sur son lit de mort, le Prophète l’invita plusieurs fois à embrasser l’islam mais il refusa sous l’influence des Quraychites et mourut sur la religion de ses ancêtres. Il n’est par conséquent pas considéré comme un compagnon du prophète.
L'ensemble des musulmans chiites et une minorité parmi les sunnites pensent quant à eux qu'Abû Tâlib s'est converti à l'islam et fait donc partie des compagnons.